# Neill Blomkamp
Neill Blomkamp (Johannesburgo, Sudáfrica, 17 de septiembre de 1979) es un director de cine y guionista sudafricano nacionalizado canadiense. Su cine se caracteriza por un estilo documental, cámara en mano, cinéma vérité, que utiliza efectos naturalistas y realistas generados por ordenador y una temática social. Actualmente reside en Vancouver.
La revista Time incluyó a Blomkamp en su lista de las 100 personas más influyentes de 2009. La revista Forbes le consideró la 21.ª celebridad africana más importante.

## Juventud y carrera
Blomkamp nació en Johannesburgo, Sudáfrica. A la edad de 16 años conoció a Sharlto Copley, que acudía a su misma escuela. Copley le encargó el uso de efectos digitales en su compañía de producción para que siguiera su pasión y talento por la animación 3D y el diseño. Su familia se mudó a Vancouver cuando Blomkamp tenía 18 años. Comenzó a estudiar en la Vancouver Film School ese mismo año. En 2003, fue contratado para ilustrar una exposición sobre aviación futura y en 2004 otra sobre automóviles del futuro. Trabajó como diseñador de efectos visuales en The Embassy Visual Effects en Vancouver y en Rainmaker Digital Effects.
En 2007, Blomkamp dirigió una trilogía de cortometrajes (conocidos como Landfall) ambientados en el universo de Halo para promocionar el lanzamiento de Halo 3.
Más tarde, a Blomkamp le surgió la oportunidad de dirigir su primer largometraje, una adaptación de los videojuegos de Halo, producido por Peter Jackson, que había oído hablar de él después de ver sus trabajos en su tiempo libre. Los cuatro cortometrajes que le llamaron la atención fueron Tetra Vaal, Alive in Joburg, Tempbot y Yellow. 
Cuando la recaudación de fondos para la película de Halo falló, Peter Jackson decidió producir District 9, una adaptación del cortometraje Alive in Joburg. La película, dirigida por Blomkamp y protagonizada por Sharlto Copley, se estrenó a mediados de agosto de 2009 y tuvo buenas críticas.
En octubre de 2010, Wired Magazine lanzó un vídeo en su edición de iPad, dirigido por Blomkamp, que mostraba a dos jóvenes que encuentran el cadáver de una criatura mutante en un charco de barro. La criatura, un híbrido de cerdo y lagartija del tamaño, tiene un sello tatuado en el lomo en el que se puede leer: 18.12 AGM Heartland Pat. Pend. USA.
Además, AGM Heartland se registró como marca para su uso en una página web de entretenimiento. Con ese motivo, algunos medios especularon con la posibilidad de que el vídeo guardara relación con el proyecto de  Elysium, que Blomkamp había dado a conocer en aquellos momentos. El 20 de febrero de 2012, se difundió un vídeo de 23 segundos titulado IS IT DEAD? (¿Está muerto? en español), protagonizado por Yolandi Visser, del grupo musical sudafricano Die Antwoord, en cuclillas sobre la criatura.
En 2013 Blomkamp obtuvo un gran reconocimiento con su película Elysium, una obra de ciencia ficción distópica. La acción ocurre en el año 2154 y presenta una Tierra superpoblada y arruinada, donde las multitudes humanas viven afectadas por epidemias, enfermedades genéticas, la contaminación ambiental y el cambio climático, mientras las clases más pudientes viven en un hábitat espacial exclusivo, la estación espacial avanzada llamada Elysium, que tiene su propia atmósfera, aire limpio, agua y todo lo necesario para vivir lujosamente en forma segura y saludable. La película recibió críticas favorables y tuvo un gran éxito de público y recaudación.
En 2017, anunció un nuevo proyecto personal, nombrado Oats Studios, un estudio de cortometrajes experimentales. Los usuarios pueden ver los cortos en el canal de YouTube de Oats o a través de Steam. Oats Studios también ofrece un en Steam un DLC con extras como artes conceptuales, bandas sonoras, detrás de escenas exclusivos y más, con el fin de que los fanáticos puedan aportar dinero para ayudar a crear más contenido.
El 11 de julio de 2018, MGM anunció que Blomkamp dirigirá una nueva película de la serie RoboCop, titulada RoboCop Returns.

## Filmografía

### Largometrajes
- District 9 (2009)
- Elysium (2013)
- Chappie (2015)
- Demonic (2021)
- Gran Turismo (2023)

### Cortometrajes
- Halo Landfall (2007)
- Tempbot (2006)
- Yellow (2006)
- Alive in Joburg (2005)
- Tetra Vaal (2004)
- ADAM (2016)
- Rakka (2017)
- Firebase (2017)
- Zygote (2017)
- Cooking With Bill (2017)
- ADAM: The Mirror  (2017)
- ADAM: The Prophet (2017)
- Kapture - Fluke (2017)
- God: Serengeti (2017)
- Gdsank (2017)
- Lima (2017)
- God: City (2018)
- Conviction (2019)
- Bad President (2020)
- The Unlocked/Horror (2021) [En posproducción].

### Anuncios
- Gatorade - Rain (2006)[10]
- Citroën C4 - Alive with technology (2004)[11]
- Nike - Crab (2003)[12] / Evolution (2004)[13]

### Otras colaboraciones
- Crossing the Line (2008) (Codirector)
- Best Ever Ads 2 (2006) (Él mismo)
- BV-01 (2005) (Agradecimientos)
- Smallville (2001) (Animación 3D)
- 3000 Miles to Graceland (2001) (Animación 3D)
- Dark Angel (2000) (Animación 3D)
- Aftershock: Earthquake in New York (1999) (Animación 3D)
- Mercy Point (1998) (Animación 3D)
- First Wave (1998) (Animación 3D)
- Stargate SG-1 (1998)

## Premios y distinciones
Premios Óscar
| Año  | Categoría            | Película   | Resultado |
| ---- | -------------------- | ---------- | --------- |
| 2010 | Mejor guion adaptado | District 9 | Nominado  |